# Hibiscus menzelii
Hibiscus menzelii är en malvaväxtart som beskrevs av F. D. Wilson och N. Byrnes. Hibiscus menzelii ingår i Hibiskussläktet som ingår i familjen malvaväxter. Inga underarter finns listade i Catalogue of Life.